# イオンタウン豊中緑丘
イオンタウン豊中緑丘（イオンタウンとよなかみどりがおか）は、大阪府豊中市に所在し、イオンタウン株式会社が開発・運営を行っているショッピングセンター。

## 概要
当初は「イオン豊中緑丘ショッピングセンター」の名称で、ゴルフ練習場跡地に建設された。
2011年11月21日に運営会社がイオンリテール株式会社からイオンタウン株式会社へ移管されたことに伴い、名称も「イオンタウン豊中緑丘」に変更された。
2018年6月18日には同日に発生した大阪府北部地震の影響で、施設の中核を占めるマックスバリュ豊中緑丘店をはじめ全館が当面の間休業となったが、同年8月にはほとんどの店舗が営業を再開している。

## 交通アクセス
千里中央駅や豊中駅より阪急バス47系統に乗車し、「緑丘」停留所で下車。昼間時は15分間隔で運行。
大阪モノレール少路駅より北方向へ徒歩20分。昼間時は10分間隔で運行。
周辺のイオングループの店舗
- イオンタウン豊中庄内 - 直線距離で南へ約7.5km。近傍の庄内駅西側にはダイエー運営のグルメシティ庄内店がある。

## 店舗外観

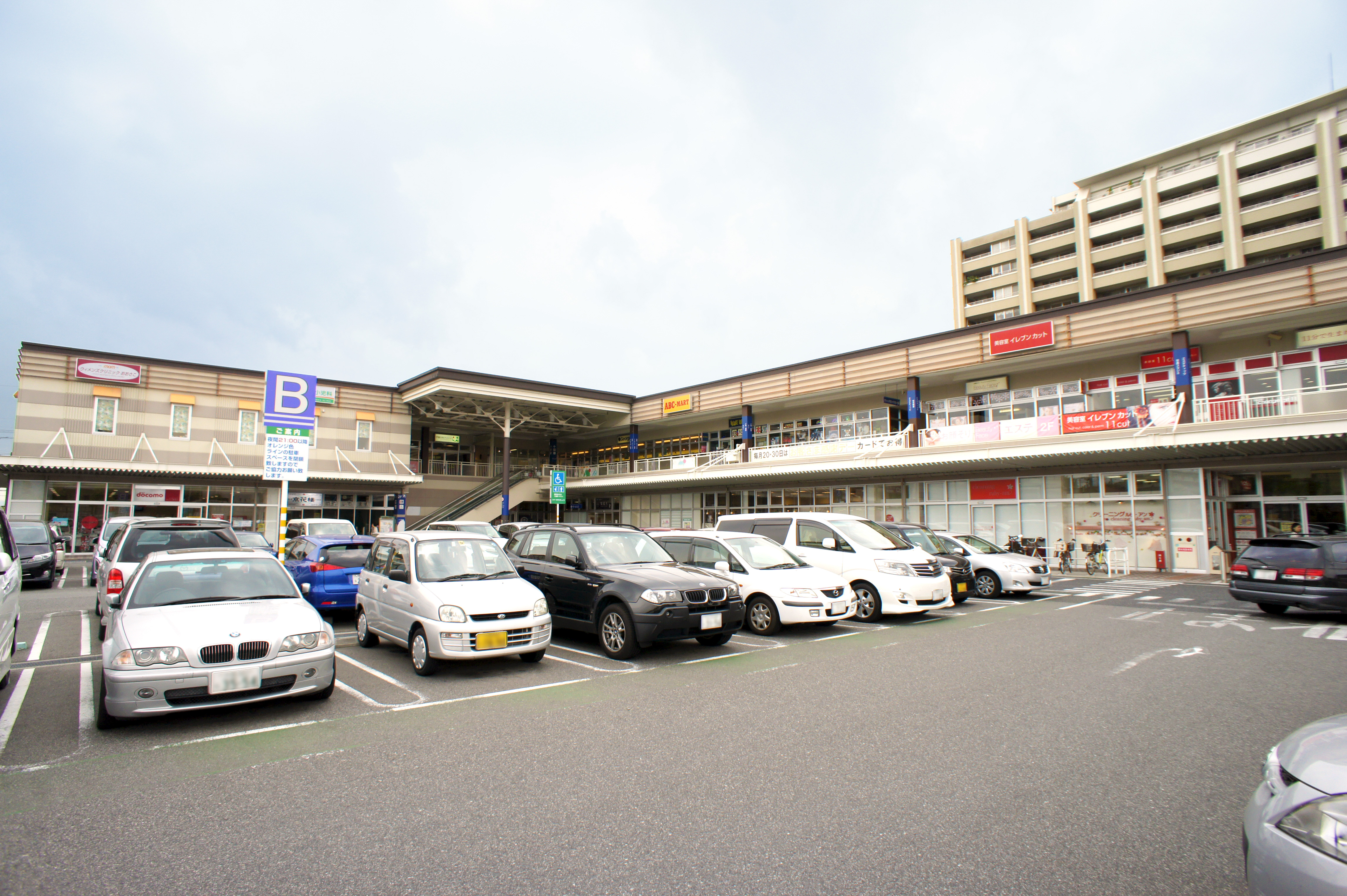
専門店A棟
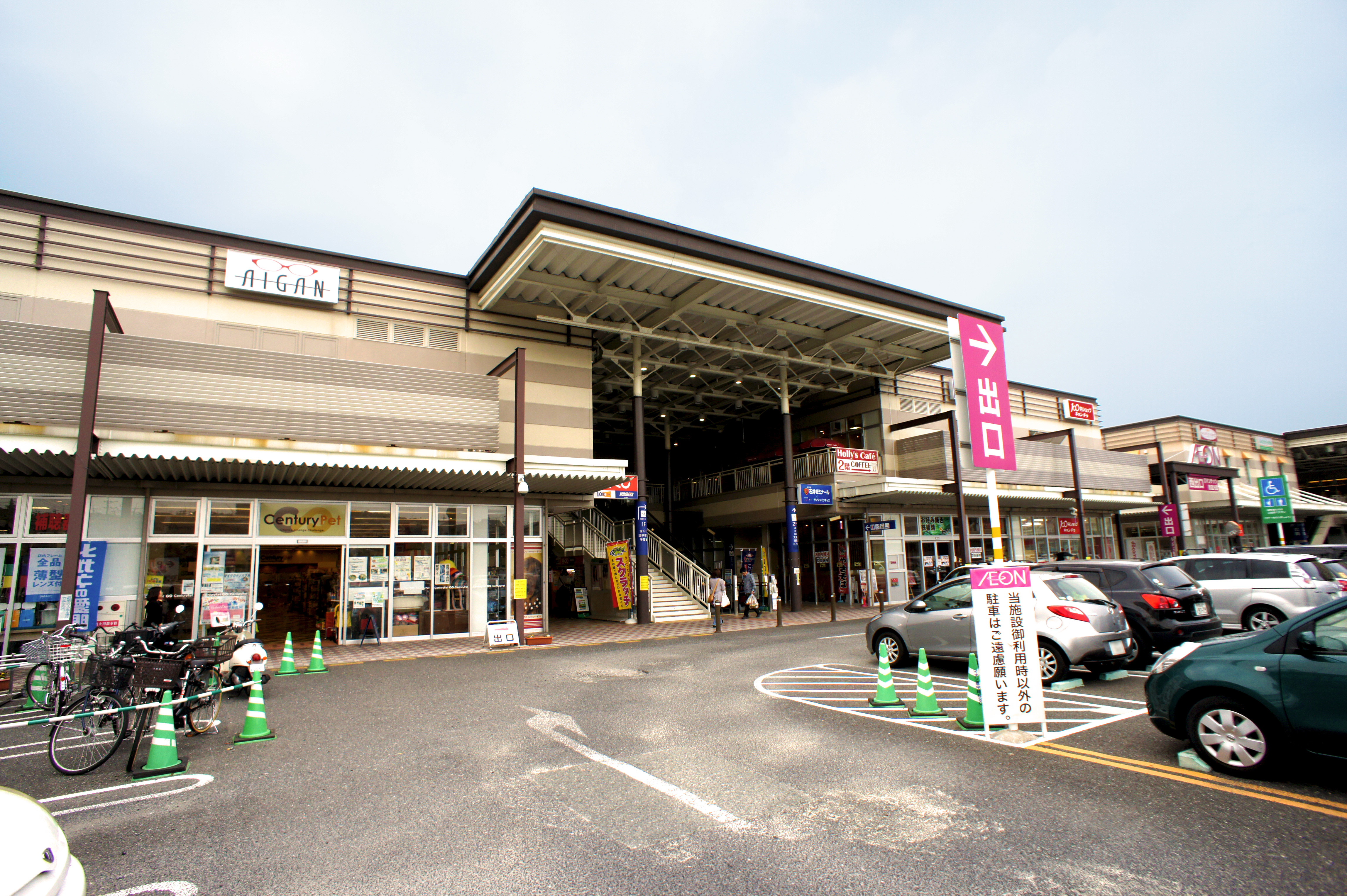
専門店B棟
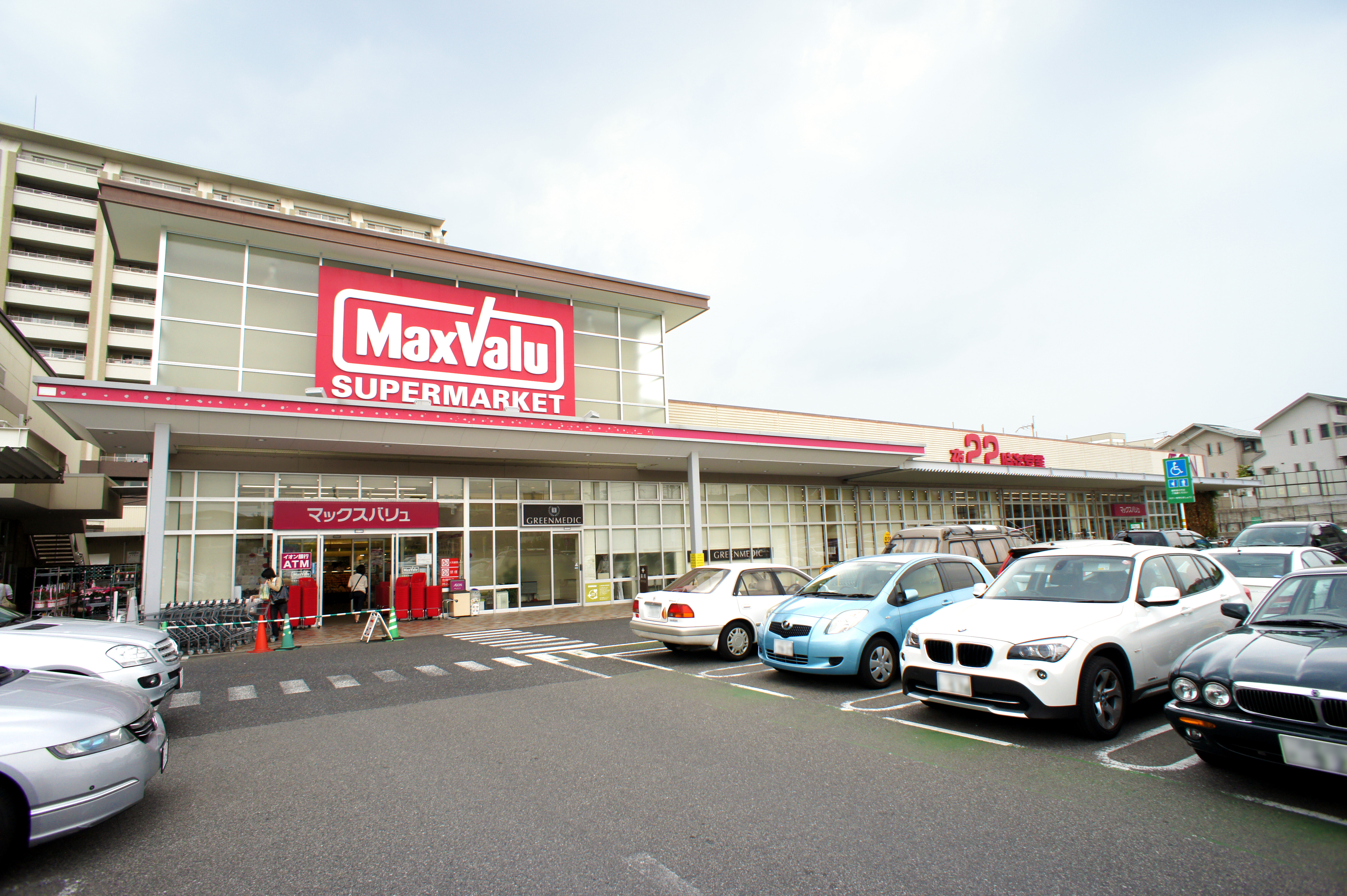
マックスバリュ棟